# Ćuprija

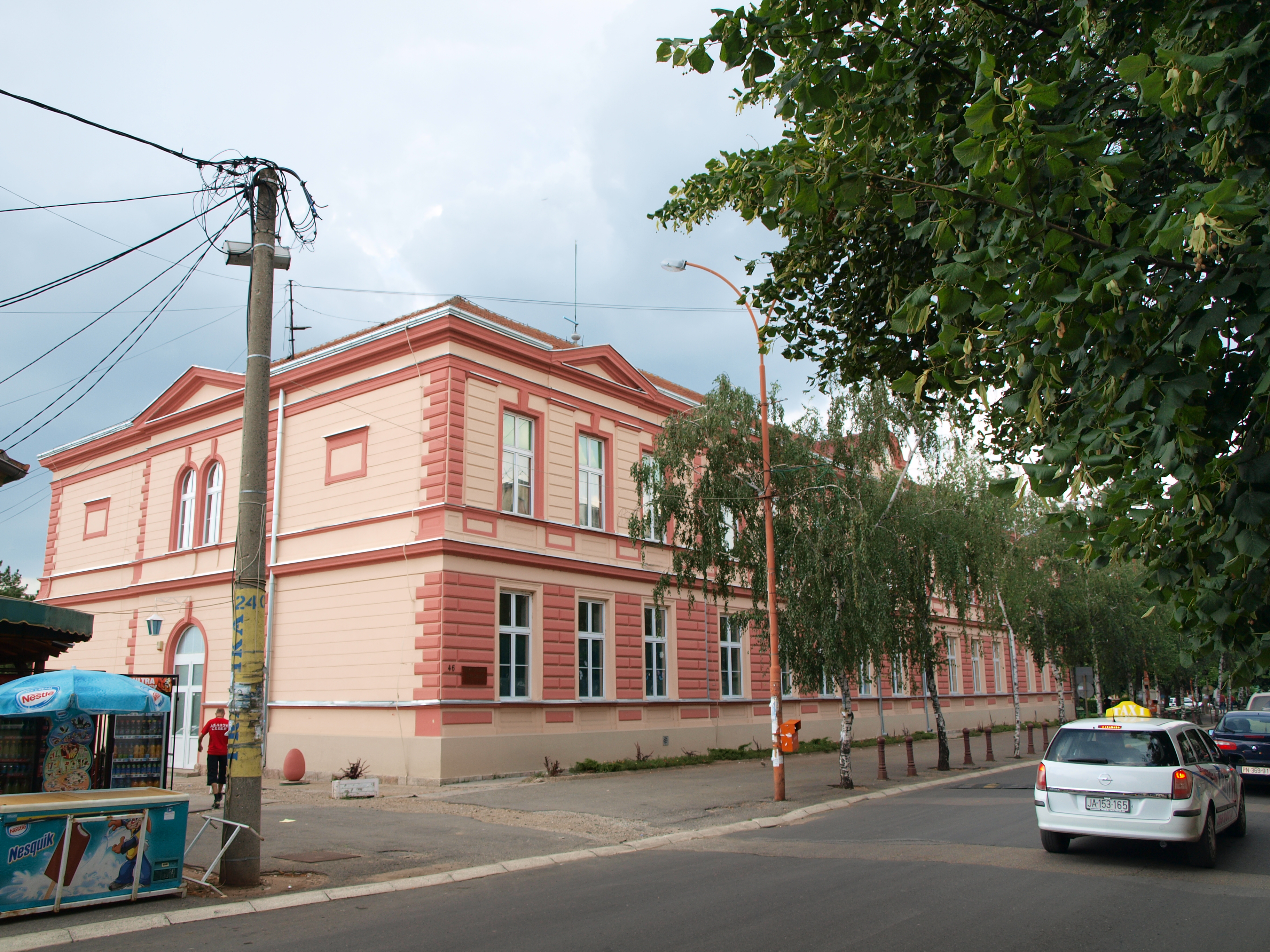
Grundschule "Đura Jakšić" in der Stadt

Ćuprija (serbisch-kyrillisch Ћуприја) ist eine Stadt mit etwa 20.400 Einwohnern im engeren Serbien. Sie liegt im Bezirk Pomoravlje am rechten Ufer der Morava. Ćuprija ist der Hauptort der gleichnamigen Gemeinde.

## Geschichte
Ćuprija wurde als römischer Außenposten an einem Übergang über die Morava gegründet. Es trug damals den Namen Horreum Margi. Im Mittelalter wandelte sich der Name zu Ravno, der noch im Namen des in der Nähe gelegenen Klosters Ravanica erhalten ist. Der heutige Name der Stadt kommt vom türkischen Wort für „Brücke“ (köprü), was auf die mehrhundertjährige Herrschaft durch das Osmanische Reich hindeutet.

## Verkehr
Die Stadt liegt am Kreuzungspunkt der Fernstraßen 1 (nach Belgrad bzw. Niš) und 5 (nach Bulgarien), sowie an der Bahnstrecke von Skopje nach Belgrad.
Von 1892 bis 1967 begann hier die Schmalspurbahn Ćuprija–Ravna Reka.

## Persönlichkeiten
- Dragoslav Mihailović (1930–2023), Schriftsteller, Dramatiker, Drehbuchautor und Essayist
- Snežana Pajkić (* 1970), Leichtathletin
- Ivan Miladinović (* 1994), Fußballspieler